# Портрет Дмитрия Ефимовича Кутейникова
«Портрет Дмитрия Ефимовича Кутейникова» — картина Джорджа Доу и его мастерской из Военной галереи Зимнего дворца.
Картина представляет собой погрудный портрет генерал-лейтенанта Дмитрия Ефимовича Кутейникова из состава Военной галереи Зимнего дворца.
Во время Отечественной войны 1812 года генерал-майор Кутейников командовал казачьей бригадой в корпусе М. И. Платова, отличился во многих сражениях. В начале 1813 года уволен в отпуск «за болезнью на Дон» и в дальнейших военных действиях против Наполеона не участвовал.
Изображён в генеральском мундире, введённом для казачьих генералов в 1814 году, с лядуночной перевязью через плечо и золотой саблей с надписью «За храбрость» в правой руке. На груди просматриваются звезда ордена Св. Анны 1-й степени и серебряная медаль «В память Отечественной войны 1812 года» на Андреевской ленте, на шее кресты ордена Св. Георгия 3-й степени и прусского Пур ле мерит. Справа внизу под локтем подпись: painted from Nature by G. Dawe RA. Подпись на раме: Д. Е. Кутейниковъ 2й, Генералъ Маiор.
7 августа 1820 года Комитетом Главного штаба по аттестации Кутейников был включён в список «генералов, заслуживающих быть написанными в галерею» и 20 мая 1822 года император Александр I повелел написать его портрет. В это время Кутейников находился на Дону и в феврале 1823 года на несколько дней приезжал в Санкт-Петербург, где и позировал для портрета. Гонорар Доу был выплачен 25 апреля 1823 года. Готовый портрет был принят в Эрмитаж 7 сентября 1825 года.
В. К. Макаров назвал этот портрет одной из лучших работ Доу.